# Congrés Internacional de Matemàtics de 2022
El Congrés Internacional de Matemàtics de 2022 va ser el vint-i-novè Congrés Internacional de Matemàtics, celebrat en línia del 7 al 14 de juliol de 2022.
Aquesta va ser la segona vegada que el congrés va tenir lloc en territori rus. La primera va ser el 1966 quan va celebrar-se a Moscou.
Com a novetat, en aquest congrés es va premiar a personalitats destacades en el camp de la física i de les matemàtiques amb la «medalla Ladyzhenskaya», premi que porta el nom de la matemàtica russa Olga Ladyzhenskaya.
Es va fer un boicot per evitar que Rússia organitzés el Congrés. Finalment, la Unió Matemàtica Internacional pren la decisió de fer l'esdeveniment en línia, després d'iniciar la invasió russa d'Ucraïna de 2022. El lliurament dels premis de matemàtiques es realitzà a Hèlsinki. Durant aquest congrés es van revisar les definicions de les matemàtiques.

## Lloc
França va presentar una candidatura per tal que París fos la seu del Congrés.
França havia declarat la seva intenció de presentar-se al Congrés Internacional de Matemàtics de 2014. Rússia va presentar la sol·licitud durant la tardor de 2014. El març de 2017, un subcomitè del Comitè Executiu de la Unió Matemàtica Internacional va visitar ambdues ciutats, es van reunir a principis d'abril de 2017 i van recomanar l'elecció de Sant Petersburg per al Congrés de 2022. Aquesta decisió es va prendre per unanimitat entre la comissió, amb dues abstencions per conflicte d'interessos (Shigefumi Mori i Wendelin Werner que no van participar en la discussió). La candidatura de Sant Petersburg va obtenir 83 vots contra 63 per un de París, a l'Assemblea General de la Unió Matemática Internacional. Aquesta elecció entre dues nacions competidores va ser la primera en la història del Congrés Internacional de Matemàtics.
Sant Petersburg va ser triada al Congrés Internacional de Matemàtics de 2018 davant Rússia.
Diversos matemàtics van començar un boicot del Congrés, i van llançar una pàgina anomenada ICM 2022 Boycott. El matemàtic rus Anatoly Vershik va escriure una carta titulada De quina banda esteu, matemàtics? en repulsa del Congrés Internacional de Matemàtics de 2022 a Rússia.

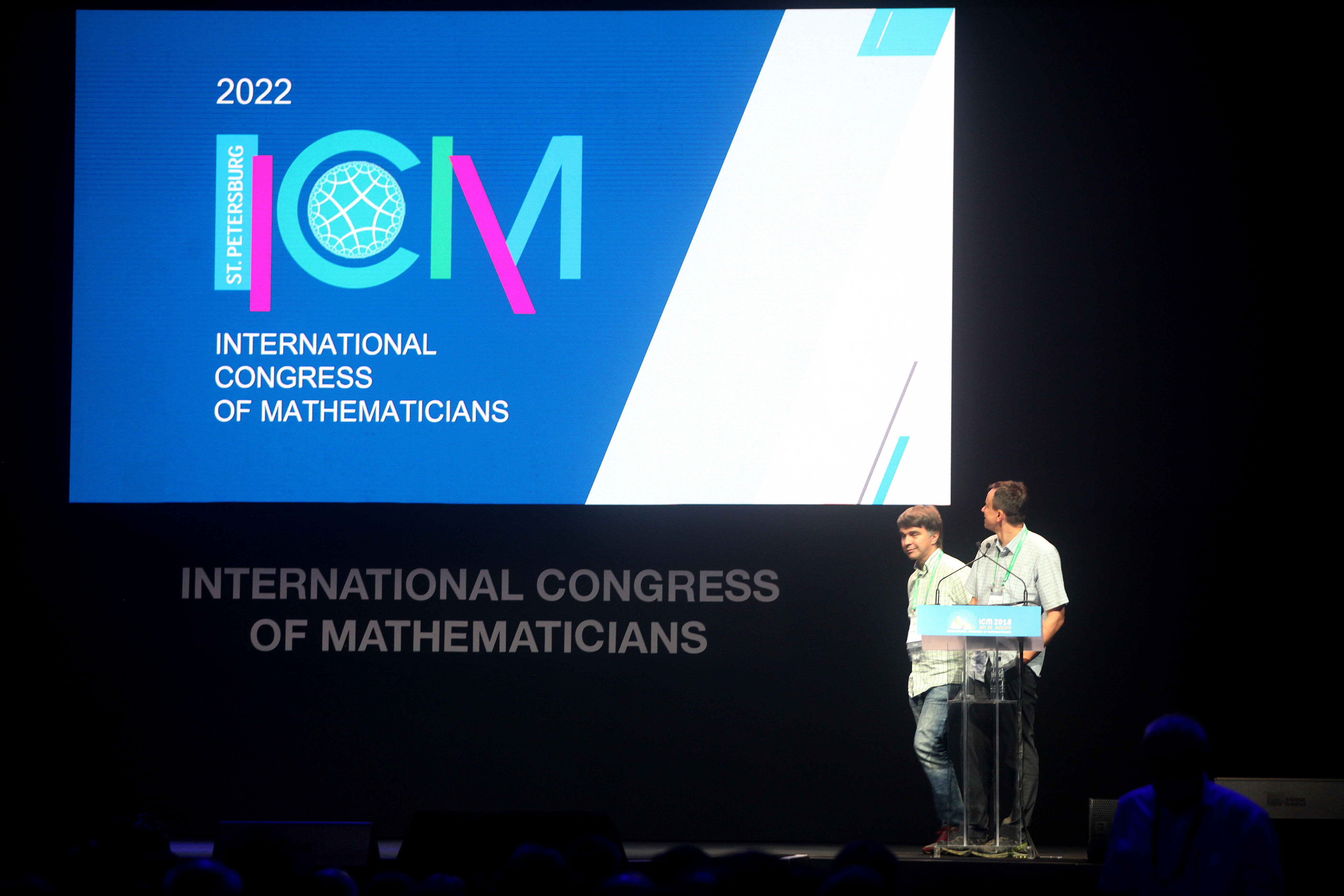
Moment de la ICM 2018 on es fa oficial la celebració de la ICM a Sant Petersburg

## Aspectes científics
Malgrat tot, el congrés està previst que se celebri al centre de convencions Expoforum de Sant Petersburg. Una vintena de persones convidades van pronunciar conferències plenàries, entre d'altres: Alice Guionnet, directora d'investigació de l'École Normale Supérieure de Lyon; Laure Saint-Raymond, professora de la mateixa ENS de Lió; Svetlana Jitomirskaya, matemàtica estatunidenca que ensenya a la Universitat de Califòrnia a Irvine; Neena Gupta, professora de l'Institut d'Estadística de l'Índia a Calcuta; Michael Jeffrey Larsen, professor de la Universitat d'Indiana a Bloomington; Camillo de Lellis, matemàtic italià que ensenya a la Universitat de Zúric; Mladen Bestvina, matemàtic croata i professor de la Universitat de Utah, Clara Grima, matemàtica i divulgadora espanyola, o la historiadora britànica de les matemàtiques June Barrow-Green.

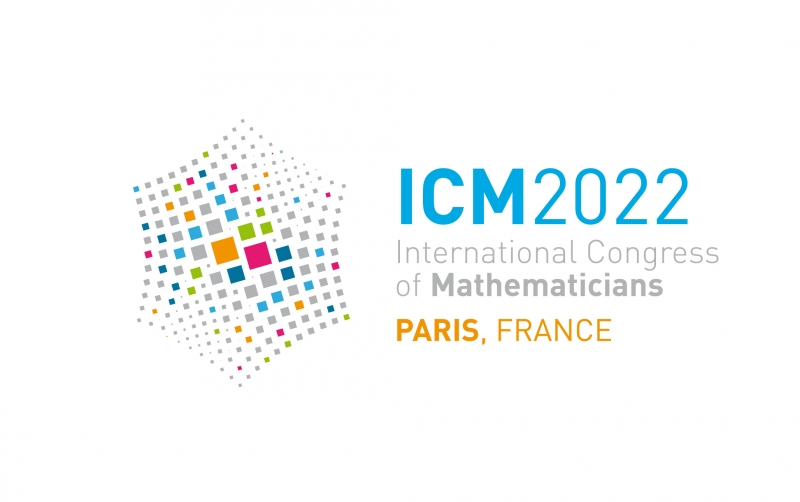
Logo de la candidatura de l'estat de França a la ICM de 2022

## Premis
Per primera vegada a la història, els Premis IMU es van lliurar abans del Congrés. El president de la República de Finlàndia, Sauli Niinistö, va obrir la cerimònia.
Les medalles Fields es van lliurar a Hugo Duminil-Copin, June Huh, James Maynard i Maryna Viazovska. El president francès, Emmanuel Macron, va felicitar a Hugo "per haver rebut el premi més prestigiós de les matemàtiques" i va reconèixer que "el seu treball sobre probabilitats i física estadística, aquesta distinció mostra la vitalitat i l'excel·lència de la nostra Escola Francesa de Matemàtiques". Maryna es va convertir en la segona dona a guanyar la medalla Fields. Maryna va ser nomenada com Time100 Next i felicitada pel president ucrani Volodímir Zelenski.
Mark Braverman va rebre el premi Abacus per les seves contribucions a la teoria de la informació. Fins al 2018 el Premi es va anomenar Premi Nevanlinna. En l'any 2017, el matemàtic nord-americà d'origen rus, Alexander Soifer, va iniciar una campanya per substituir el nom del premi ja que, segons Soifer, "Rolf Nevanlinna havia tingut comportaments filonazis durant la Segona Guerra Mundial". El canvi de nom va ser acordat al Congrés Internacional de Matemàtics de 2018 i el premi s'anomena ara Premi Abacus.
Barry Mazur va rebre la medalla Chern per la seva llarga vida en matemàtiques i topologia.
Elliott Lieb va rebre el Premi Gauss per les seves contribucions a les aplicacions de les matemàtiques a la física. Elliott va tenir un problema amb el seu discurs durant la cerimònia, ja que el retard entre l'emissor i el receptor va ser tan gran que va preferir renunciar i donar un missatge breu.
Svetlana Jitomirskaya va guanyar la inaugural medalla Ladyzhenskaya.
Nikolai Andreev va rebre el premi Leelavati per a la divulgació de les matemàtiques.
La matemàtica ucraïnesa Iúlia Zdanovska va ser recordada durant el Congrés.

### Medalla Ladyzhenskaya
Al Congres es lliurà per primera vegada la medalla Ladyzhenskaya, guardó atorgat a matemàtics especialitzats en la matemàtica-física.
Coincidint amb el centenari del naixement de la matemàtica russa Olga Ladíjenskaia, el treball del qual va tenir una gran influència en el desenvolupament de la teoria d'Equacions en Derivades Parcials, el Comitè Nacional de Matemàtics de Rússia, juntament amb la Universitat de Sant Petersburg van fundar per 2022 un nou premi en honor seu, que es concedirà per primera vegada al Congrés Internacional de Matemàtics de 2022.
El primer lliurament va ser el 2022, a Hèlsinki, durant el World Meeting for Women in Mathematics 2022.

## Congrés paral·lel
Coincidint parcialment amb les dates d'aquest congrés, es va celebrar per primer cop la Setmana de la Dinàmica del 2022 (en anglès Dynamics Week in Jerusalem) del 3 de juliol al 8 de juliol del 2022 a Jerusalem sobre teoria ergòdica i dinàmica matemàtica.
Alguns matemàtics es van preocupar per la decisió de celebrar el esdeveniment a Jerusalem, al·legant que si el Congrés de Rússia havia estat boicotejat per una invasió militar, Jerusalem també estava actuant igual.
Hillel Furstenberg, guanyador del Premi Abel 2020, era al comitè organitzador.